# Macun (socken i Kina, Sichuan)
Macun (kinesiska: 马村乡, 马村) är en socken i Kina. Den ligger i provinsen Sichuan, i den sydvästra delen av landet, omkring 100 kilometer sydväst om provinshuvudstaden Chengdu. Antalet invånare är 11 124. Befolkningen består av 5 406 kvinnor och 5 718 män. Barn under 15 år utgör 10,0 %, vuxna 15-64 år 73 %, och äldre över 65 år 15,0 %.
Genomsnittlig årsnederbörd är 1 512 millimeter. Den regnigaste månaden är juli, med i genomsnitt 367 mm nederbörd, och den torraste är januari, med 14 mm nederbörd.